# 1777 en science
| Années de la science : 1774 - 1775 - 1776 - 1777 - 1778 - 1779 - 1780    |
| Décennies de la science : 1740 - 1750 - 1760 - 1770 - 1780 - 1790 - 1800 |

Cet article présente les faits marquants de l'année 1777 en science.

## Événements

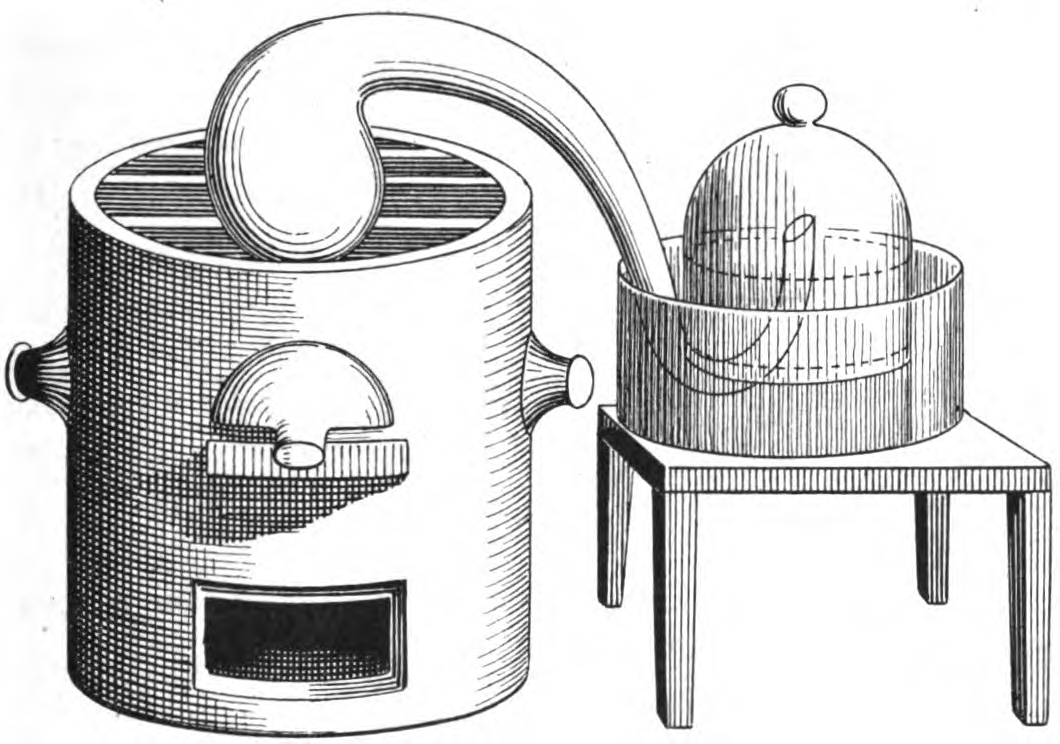
Chauffage de la chaux de mercure et analyse de l'air par Lavoisier (1775).

- 9 avril et 3 mai : le chimiste français Antoine Laurent Lavoisier lit à l'Académie des sciences ses mémoires Sur la combustion du phosphore de Kunckel et sur la nature de l'acide qui résulte de cette combustion et Expériences sur la respiration des animaux et sur les changements qui arrivent à l'air en passant par leur poumon[1], dans lesquels il expose sa découverte de la composition de l'air comme combinaison d'oxygène et d'azote[2].
- 5 septembre : Lavoisier présente à l'Académie ses Considérations générales sur la nature des acides et sur les principes dont ils sont composés (lu le 23 novembre 1777). Il désigne pour la première fois l'air vital, l'air déphlogistiqué de Priestley sous le nom de principe acidifiant ou principe oxygine (oxygène)[1].

- 4 novembre : départ de Cadix de l'expédition du botaniste espagnol Hipólito Ruiz López au Pérou (1777-1788). Elle atteint Callao le 8 avril 1778 et les travaux  commencent le 4 mai 1778[3].
- 25 décembre : James Cook découvre l'île Christmas[4].

## Publications
- Carl Wilhelm Scheele : Chemische Abhandlung von der Luft und dem Feuer (« Traité chimique de l'air et du feu »).
- Joseph Priestley : Experiments and Observations on Different Kinds of Air, Vol.3. London, 1777.
- Deuxième édition de l'Encyclopædia Britannica.

## Prix
- Médailles de la Royal Society
  - Médaille Copley : John Mudge

## Naissances

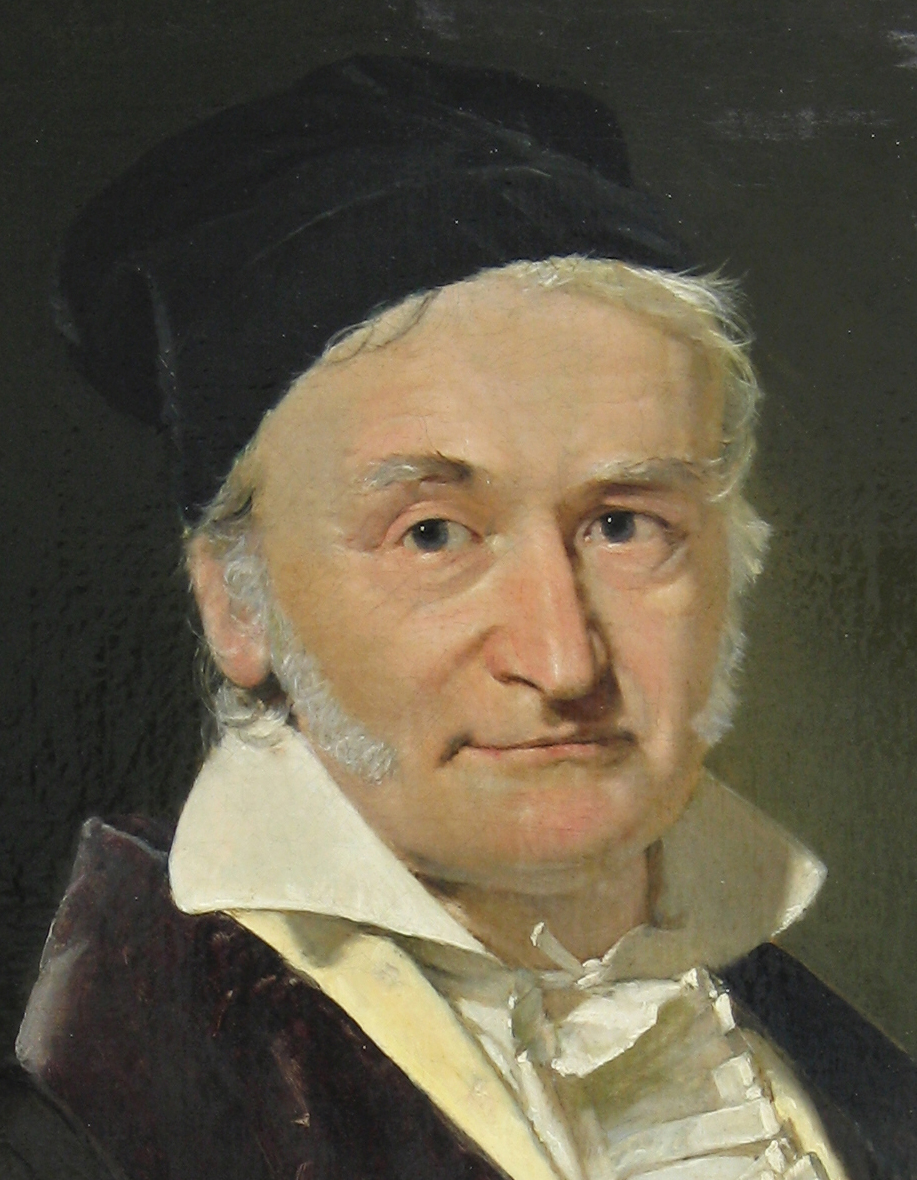
Carl Friedrich Gauss

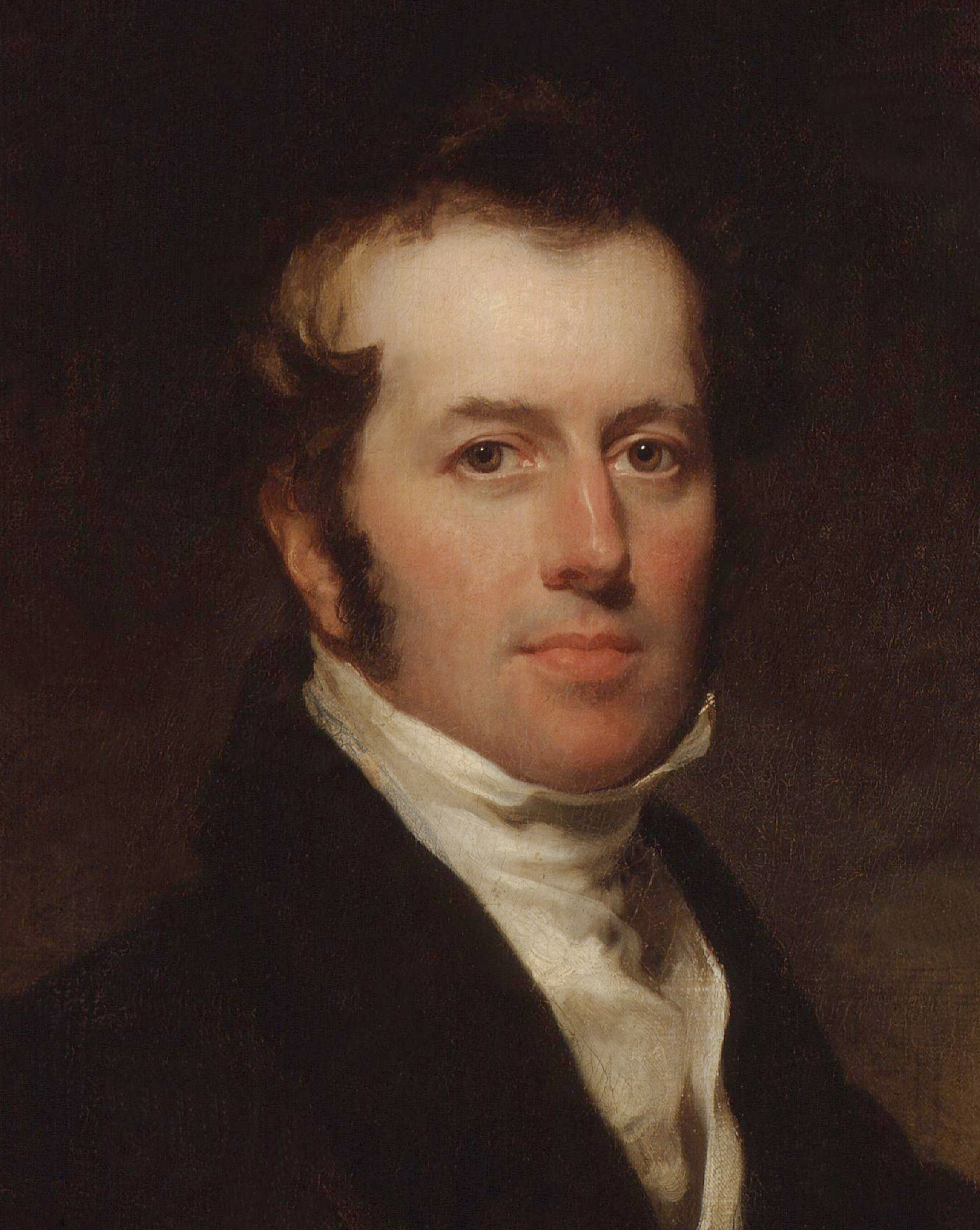
John George Children

- 3 janvier : Louis Poinsot (mort en 1859), mathématicien français.
- 14 janvier : Arsène Thiébaut de Berneaud (mort en 1850), militaire et agronome français.
- 8 février : 
  - Bernard Courtois (mort en 1838), salpêtrier et chimiste français.
  - François Robiquet (mort en 1845), ingénieur et statisticien français.
- 26 février :
  - Christophe-Joseph-Alexandre Mathieu de Dombasle (mort en 1843), agronome français.
  - Victor Dupuis (mort en 1861), minéralogiste français.

- 30 mars : Heinrich Rudolph Schinz (mort en 1861), médecin et zoologiste suisse.
- 31 mars :
  - Charles Cagniard de Latour (mort en 1859), ingénieur et physicien français.
  - Louis Cordier (mort en 1861), géologue français.

- 14 avril : William Frederic Edwards (mort en 1842), ethnologue français.
- 30 avril : Carl Friedrich Gauss (mort en 1855), mathématicien allemand.

- 4 mai : Louis Jacques Thénard (mort en 1857), chimiste français.
- 18 mai : John George Children (mort en 1852), chimiste, minéralogiste et zoologiste britannique.
- 28 mai : Antoine Germain Labarraque (mort en 1850), chimiste et pharmacien français.

- 3 juin : Charles-Bernard Desormes (mort en 1862), physicien et chimiste français.
- 24 juin : 
  - Giambattista Magistrini (mort en 1849), mathématicien italien.
  - John Ross (mort en 1856), rear admiral d'origine écossaise dans la marine de guerre britannique et explorateur de l'arctique.

- 14 août : Hans Christian Ørsted (mort en 1851), physicien danois.
- 31 août : Jean-Pierre-Joseph d'Arcet (mort en 1844), chimiste français.

- 12 septembre : Henri-Marie Ducrotay de Blainville (mort en 1850), zoologue français.

- 2 octobre : Jacques Mathieu Delpech (mort en 1832), médecin français.
- 10 octobre : Auguste Bella (mort en 1856), militaire et agronome français.
- 11 octobre : Barnabé Brisson (mort en 1828), ingénieur des ponts et chaussées et mathématicien français.
- 24 octobre : James Cumming (mort en 1861), chimiste britannique.

- 9 novembre : Joseph Charles Bailly (mort en 1844), minéralogiste français.
- 10 novembre : Wilhelm Ludwig von Eschwege (mort en 1855), géologue et géographe allemand.
- 22 novembre : Edme François Jomard (mort en 1862), ingénieur, géographe et archéologue français.

- 5 décembre : Charles Guépratte (mort en 1857), mathématicien et astronome français.

## Décès

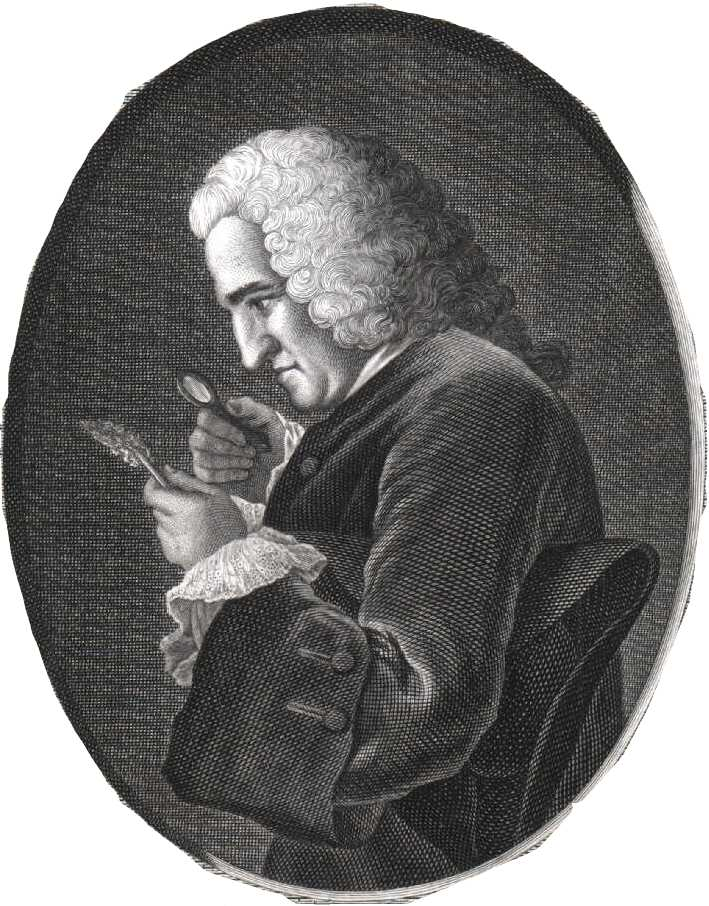
Bernard de Jussieu

- Fin janvier : Jean-Baptiste Thillaie Delaborde (né en 1730), prêtre jésuite, physicien et mathématicien français.
- 27 février : Augustin Danyzy (né en 1698), professeur de mathématiques et d'hydrographie français.

- 26 juin : Laurent Béraud (né en 1703), jésuite et astronome français.

- 5 août : Philibert Trudaine de Montigny (né en 1733), administrateur et savant français.
- 18 août : Johann Christian Erxleben (né en 1744), naturaliste allemand.
- 23 août : Clelia Grillo Borromeo (née en 1684), mathématicienne italienne.

- 13 septembre : Louis-Claude Bourdelin (né en 1696), chimiste français.
- 22 septembre : John Bartram (né en 1699), naturaliste et explorateur américain considéré comme le "père de la botanique américaine".
- 25 septembre : Jean-Henri Lambert (né en 1728), mathématicien et astronome.

- 5 octobre : Johann Andreas Segner (né en 1704), mathématicien autrichien. Son analyse du tourniquet hydraulique (1750) relança l'analyse théorique de la propulsion par réaction.

- 6 novembre : Bernard de Jussieu (né en 1699), botaniste français.
- 7 novembre : Jacques Mathon de La Cour (né en 1712), mathématicien, mécanicien et musicien français.

- 7 décembre : Albrecht von Haller (né en 1708), anatomiste et physiologiste suisse.
- 27 décembre : Jean Bertrand (né en 1708), agronome et pasteur suisse.